# Миссия ООН в Сьерра-Леоне
Миссия Организации Объединенных Наций в Сьерра-Леоне (МООНСЛ, англ. UNAMSIL) — операция ООН по поддержанию мира в Сьерра-Леоне в период с 1999 по 2006 гг.

## История
22 октября 1999 года Совет Безопасности ООН учредил МООНСЛ, которой было поручено сотрудничать с правительством и другими сторонами в осуществлении Ломейского соглашения о мире и оказывать содействие в осуществлении плана разоружения, демобилизации и реинтеграции МООНСЛ выросла в несколько раз в 2000 и 2001 годах. В конце 2005 года Совет Безопасности сообщил о завершении операции.
МООНСЛ заменил предыдущую миссию, Миссию наблюдателей Организации Объединённых Наций в Сьерра-Леоне (МНООНСЛ).
В соответствии с резолюцией Совета Безопасности 1270 от 22 октября 1999 года МООНСЛ имел следующий мандат:
- сотрудничество с правительством Сьерра-Леоне и другими сторонами Соглашения о мире в осуществлении Соглашения;
- оказание содействия правительству Сьерра-Леоне в осуществлении плана разоружения, демобилизации и реинтеграции;
- обеспечение с этой целью присутствия в ключевых местах на всей территории Сьерра-Леоне, в том числе в пунктах разоружения/приёмных пунктах и демобилизационных пунктах;
- обеспечение безопасности и свободы передвижения персонала Организации Объединённых Наций;
- осуществление наблюдения за соблюдением режима прекращения огня в соответствии с соглашением о прекращении огня от 18 мая 1999 года (S/1999/585, приложение) с помощью предусмотренных в нём структур;
- поощрение сторон к созданию механизмов укрепления доверия и оказанию содействия их функционированию;
- содействие оказанию гуманитарной помощи;
- поддержка деятельности гражданских сотрудников Организации Объединённых Наций, включая Специального представителя Генерального секретаря и его сотрудников, сотрудников по вопросам прав человека и сотрудников по гражданским вопросам;
- оказание содействия, при поступлении просьбы, в проведении выборов, которые должны состояться в соответствии с действующей конституцией Сьерра-Леоне.

В феврале 2000 года мандат был пересмотрен с целью включения следующих задач:
- обеспечение безопасности в ключевых местоположениях и правительственных зданиях, в частности во Фритауне, важных дорожных узлах и крупных аэропортах, включая аэропорт Лунги;
- содействие обеспечению свободного движения людей и грузов, а также свободной доставки гуманитарной помощи по конкретно оговорённым транспортным магистралям;
- обеспечение безопасности во всех пунктах программы разоружения, демобилизации и реинтеграции;
- координация действий с правоохранительными органами Сьерра-Леоне и оказание им, в общих районах развёртывания, помощи в осуществлении их обязанностей;
- охрана оружия, боеприпасов и другого военного имущества, сданного бывшими комбатантами, и оказание помощи в их последующем удалении или уничтожении.

## Страны-участники
Страны, предоставившие военный персонал
Бангладеш, Боливия, Гамбия, Гана, Гвинея, Германия, Египет, Замбия, Индонезия, Иордания, Кения, Китай, Кыргызстан, Малайзия, Мали, Непал, Нигерия, Новая Зеландия, Объединённая Республика Танзания, Пакистан, Российская Федерация, Словакия, Соединённое Королевство, Таиланд, Украина, Уругвай, Хорватия и Швеция.
Страны, предоставившие сотрудников гражданской полиции
Гамбия, Гана, Замбия, Зимбабве, Индия, Иордания, Кения, Малави, Малайзия, Намибия, Непал, Нигерия, Норвегия, Пакистан, Российская Федерация, Соединённое Королевство, Турция, Швеция.
Число погибших
165 человек: военнослужащие — 158; военные наблюдатели — 2; гражданские  полицейские — 1; гражданский персонал — 2; международный гражданский персонал — 2